# سالار حشمت
غلامحسین خان اسفندیاری ملقب به سالار حشمت از برادران امیر مظفر خان و سرهنگ ابوالحسن اسفندیاری است. وی فرزند میرزا نبی خان، نوه فتحعلی خان کوه نور و از بزرگان یوش بود. او از بزرگان یوش بود. و همچنین از بزرگان خاندان اسفندیاری بود. در کتاب الیگارشی خاندان اسفندیاری وی همچو امیر مظفر خان از فئودال‌های سرشناس روزگار نام برده می‌شود.
وی در درجات دولتی به مقام سرتیپی رسید. او مردی مهربان خوش‌برخورد توصیف شده که مسجد جامع یوش به دست وی مرمت شده. سالار او میان مردم روستای یوش محبوبیت بسیار داشت.

## رویداد اردوگاه برق
با ورود علی دیوسالار (سالار فاتح) به روستای یوش وقایعی ناگوار رخ می‌دهد و میان امیر مظفر خان و سالار فاتح درگیری‌هایی رخ می‌دهد که به دستور علی دیوسالار به بهانه جمع‌آوری سلاح، خانه‌های این دو برادر را به تاراج می‌برد و سپس خانه امیر مظفر را آتش می‌کشند و این دو برادر به همراه برادران دیگرشان و خانواده شان به روستای اوز کلا پناه می‌برند. پس از خروج علی دیوسالار از یوش آنان به روستای شان بازمی‌گردند.
سالار حشمت نیز فرزندی با نام میرزا نبی خان داشت که وی از مجاهدین مشروطه بود و در این راه کشته شد. سالار حشمت فرزند دیگری با نام میرزا محمد خان ملقب به حشمت خاقان داشت. حشمت خاقان در سال ۱۳۱۶ شمسی از دنیا رفت و در بابل به خاک سپرده شد.
سالار حشمت در سال ۱۳۰۸ شمسی از دنیا رفت و در همان روستای یوش به خاک سپرده شد.

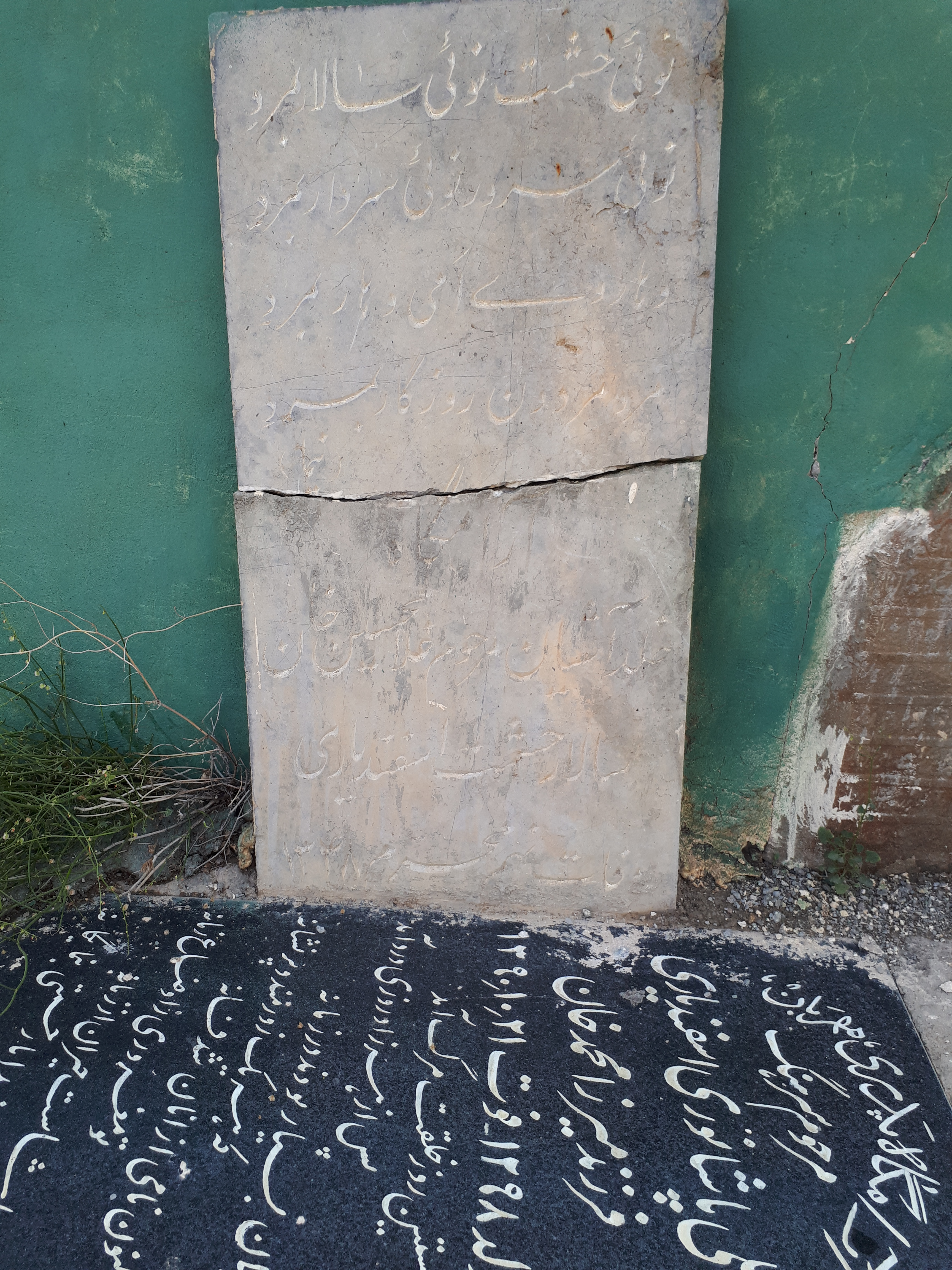
سنگ قبر سالار حشمت همراه با شعر نیمایوشیج برای او. متن شعر: نوئی حشمت نوئی سالار بمرده * نوئی سرور نوئی سردار بمرده * وهار بیه امی وهار بمرده * مرد مردون روزگار بمرده